# كنتالوبي

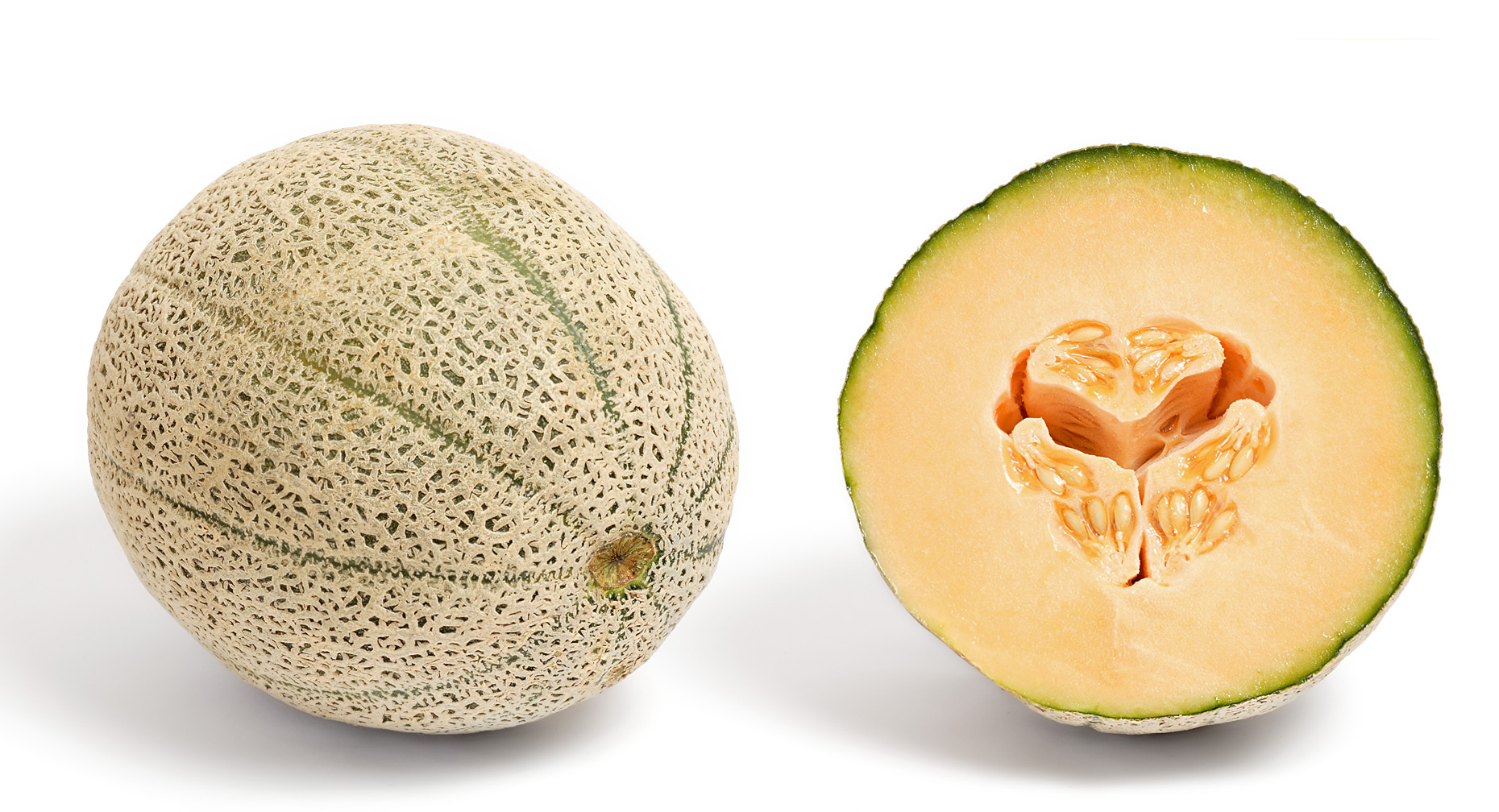
فاكهة الكنتلوب

الكَنْتالوبي (نسبةً إلى بلدة كنتالوبو [الإنجليزية] في إيطاليا) أو الشمام المُضَلَّع أو الشمام الأخضر أو شَمَّام كنتلو أو القَوُوْن أو القاوُون أو كوز العسل أو القاوون الكنتلوبي أو كنتلوب (الاسم العلمي: Cucumis melo var. cantalupensis) هو صنف نبات من أنواع الشمام أو كما يُسمى البطيخ الأصفر، فهو من عائلة القرعية ذات اللّب حلو المذاق ولذلك يُسمى بطيخًا.

## أسماؤه في العالم العربي
- الشمام والسويهلة والقاقون والبطيخ الأصفر وهي فاكهة صيفية، ويكون لبه أصفر اللون ضارب للخضرة.
- في لهجات الجزائر فقط له عدة أسامي حسب المنطقة فيدعى البطيخ أبو ريحة والفقوس والسكريطو والدغنون والمرحوم.
- في المغرب السويهلة والمنون.
- في ليبيا: قلعاوي أو بطيخ.
- في السعودية: في الحجاز والمنطقة الشرقية شمام وبطيخ خِربِز، وفي نجد جِرْوُ[9] وشمام وخربز.
- في العراق: بطيخ.
- في مصر: كَنتلوب.

## فوائده
الشمام غني بالفيتامينات A و C والمعادن والألياف المفيدة للجسم ففيتامين A ضروري لنمو الأنسجة ويساعد العينين على الرؤية الطبيعية في الظلام وفيتامين C ضروري لإنتاج الكولاجين في البشرة ولامتصاص الجسم للحديد.
يمكن تناول الشمام كغذاء مغذي ومقاوم لارتفاع ضغط الدم ولتخفيف الوزن كما يمكن تناوله كعصير مع قليل من العسل وتصنع منه مربيات. تجمع بذور الشمام لتأكل بعد تحميصها على نار هادئة. هناك نوع من الشمام يعرف محليا (في مصر) باسم شمام الأناناس شديد الحلاوة.
تناول الشمام يشكل علاجا ممتازا للإمساك إذا أخذ على الريق لأن أليافه تطرد الفضلات المتراكمه في جدار الأمعاء، كما أن وضع شرائحه على الجلد المتجعد يكسبه نضارة وليونة، وهو مفيد لمعالجة التهابات الجلد ويستفاد منه في التجميل كعلاج للأورام الجلدية. وينقي ماء الشمام من الكلف والنمش.
للشمام فوائد عديدة لإدرار البول وهو ينقي الدم ويساعد في علاج أمراض الكلي والنقرس ويقاوم مرض البواسير .
المعلومات الغذائية
يحتوي كل 100غ من الشمام، بحسب وزارة الزراعة الأميركية على المعلومات الغذائية التالية :
- السعرات الحرارية: 75-60
- الدهون: 0.19
- الكاربوهيدرات: 8.16
- الألياف: 0.9
- السكر: 7.86
- البروتينات: 0.84
- الماء بنسبة 95 %
- المغنيسيوم
- المنجنيز
- الحديد
- صوديوم
- فيتامين ( أ، ب، سي )
- بوتاسيوم

## فوائد الشمام أو الكنتلوب

### الجهاز الهضمي والبولي:
- يحتوي الشمام على نسبة عالية من الماء والألياف التي تساعد على التقليل من حموضة المعدة .
- التخلص من الإمساك .
- يقلل الإصابة بسرطان القولون .
- يقلل من حصى الكلى .

### تقليل التوتر والإجهاد وعلاج الأرق:
- يحتوي الشمام على البوتاسيوم المفيد لتنظيم ضربات القلب وبتالي زيادة مستويات الأوكسجين الواصل للدماغ .
- يحتوي على الماء المفيد لتخلص من السموم وتظيف الجسم من الفضلات .
- يحتوي على فيتامين B المفيد في إنتاج الطاقة .
- يحتوي الشمام على نسبة عالية من الماء الذي يعمل على ترطيب البشرة والتقليل من الإصابة بالجفاف .
- يمنع تقلصات العضلات وذالك لاحتوائه على البوتاسيوم .

### العيون:
يحتوي على الكثير من البيتا كاروتين والذي يتحول داخل جسم الإنسان إلى فيتامين أ والذي أثبت دوره في حماية العين.

### المناعة:
يساهم الشمام أو الكنتلوب في زيادة مناعة الجسم بفضل احتوائه على فيتامين ج.

### الرئتين:
أظهرت الدراسات أن فيتامين أ يساهم في حماية الرئتين من التلف لا سيما عند المدخنين.
- يساعد الشمام على تخفيف أعراض الحمل من أهمها : الغثيان والتوتر والقلق .
- يحتوي على حمض الفوليك المفيد لصحة الجنين .
- التخلص من الصوديوم في الجسم المسؤول عن احتباس الماء في الجسم .

### القلب:
يحتوي على مركب يسمى الأدينوسينين يعمل على حماية الشرايين من التجلط

## وصلات خارجية
- فوائد الشمام الصحية